# Lenicja
Lenicja (łac. lenio „łagodzę, zmiękczam”) – proces fonetyczny, zachodzący w wielu językach, w którym głoska ulega osłabieniu w określonych sytuacjach, jak na przykład spółgłoska pomiędzy samogłoskami czy w wygłosie, może także odgrywać rolę gramatyczną.

## Przykłady
Typowym przykładem jest − uwarunkowana fonetycznie w dalekiej przeszłości − wymiana spółgłosek na początku wyrazu, będąca wyróżniającą cechą języków celtyckich. Wymiana ta odgrywa w nich ważną rolę w gramatyce, np. przy różnicowaniu rodzaju gramatycznego. W języku irlandzkim polega ona na wymianie (osłabieniu) spółgłosek według następującego paradygmatu:
| Spółgłoska | → | Po lenicji  |
| ---------- | - | ----------- |
| b, bʲ      | → | v, vʲ       |
| p, pʲ      | → | f, fʲ       |
| d, dʲ      | → | ɣ, j        |
| f, fʲ      | → | (zanik)     |
| g, gʲ      | → | ɣ, j        |
| k, kʲ      | → | x, xʲ       |
| m, mʲ      | → | v, vʲ lub w |
| s, ʃ       | → | h           |
| t, tʲ      | → | h           |

Spółgłoski h, l, n, r nie podlegają lenicji w irlandzkim. Nie podlegają jej także zbitki zaczynające się od s. Ortograficznie lenicję w irlandzkim oznacza się przez <h> po literze oznaczającej spółgłoskę podlegającą lenicji, np. cistin → mo chistin. Spółgłoski w pozycji lenicyjnej są krótsze i słabsze niż w pozostałych pozycjach. Procesem analogicznym do lenicji jest w językach celtyckich nazalizacja.
Lenicja występuje też m.in. w języku koreańskim, hiszpańskim i fińskim. Sztucznym językiem, wykazującym obfitość form lenicyjnych jest sindarin.